# Ian Maxtone-Graham
Ian Maxtone-Graham (* 3. Juli 1959 in New York City, New York) ist ein US-amerikanischer Drehbuchautor und Fernsehproduzent.

## Leben
Maxtone-Graham studierte an der Brown University. Nach dem Ende seiner Schulausbildung schrieb er für das Comedy-Magazin National Lampoon und ab 1983 für die HBO-Comedyserie Not Necessarily the News, einem Remake der BBC-Show Not the Nine O’Clock News mit Rowan Atkinson. 1992 wurde er Gagschreiber für Saturday Night Live, wo er neben Sketchen auch erste Songtexte verfasste. Er verließ SNL 1995 und stieg als Consulting Producer in das Produktionsteam der Fernsehserie Die Simpsons ein. Von 1998 bis 2005 war er Co-Produzent und seither Ausführender Produzent. Daneben war er einer der Drehbuchautoren des Spielfilms Die Simpsons – Der Film und schrieb zahlreiche Episoden der Serie; darunter Folge 200, Die sich im Dreck wälzen und Die scheinbar unendliche Geschichte. Für das Drehbuch erhielt er jeweils einen Emmy-Award. Für die Folge Auf der Flucht erhielt er den Writers Guild of America Award, für Auf der Familienranch den Annie Award; zu den weiteren von ihm verfassten Folgen zählen 24 Minuten und Homer und New York. Für seine Arbeit an der Serie wurde er bislang mit sieben Emmys ausgezeichnet, hinzu kommen neun Nominierungen.

## Filmografie (Auswahl)

### Produktion
- 1995–2013: Die Simpsons (The Simpsons)
- 2002: Hot Chick – Verrückte Hühner
- 2013–2014: Dads

### Drehbuch
- 1983–1987: Not Necessarily the News
- 1992–1995: Saturday Night Live
- 1996–2013: Die Simpsons (The Simpsons)
- 2007: Die Simpsons – Der Film (The Simpsons Movie)

## Auszeichnungen

### Emmy Awards
- 1993: Emmy-Nominierung in der Kategorie Outstanding Writing in a Variety or Music Program für Saturday Night Live
- 1996: Emmy-Nominierung in der Kategorie Outstanding Animated Program (For Programming One Hour or Less) für Die Simpsons
- 1997: Emmy in der Kategorie Outstanding Animated Program (For Programming One Hour or Less) für Die Simpsons
- 1998: Emmy in der Kategorie Outstanding Animated Program (For Programming One Hour or Less) für Die Simpsons
- 1999: Emmy-Nominierung in der Kategorie Outstanding Animated Program (For Programming One Hour or Less) für Die Simpsons
- 2000: Emmy in der Kategorie Outstanding Animated Program (For Programming One Hour or Less) für Die Simpsons
- 2001: Emmy in der Kategorie Outstanding Animated Program (For Programming One Hour or Less) für Die Simpsons
- 2002: Emmy-Nominierung in der Kategorie Outstanding Animated Program (For Programming One Hour or Less) für Die Simpsons
- 2002: Emmy-Nominierung in der Kategorie Outstanding Music and Lyrics für Die Simpsons
- 2003: Emmy in der Kategorie Outstanding Animated Program (For Programming One Hour or Less) für Die Simpsons
- 2004: Emmy-Nominierung in der Kategorie Outstanding Animated Program (For Programming One Hour or Less) für Die Simpsons
- 2005: Emmy-Nominierung in der Kategorie Outstanding Animated Program (For Programming One Hour or Less) für Die Simpsons
- 2006: Emmy in der Kategorie Outstanding Animated Program (For Programming One Hour or Less) für Die Simpsons
- 2007: Emmy-Nominierung in der Kategorie Outstanding Animated Program (For Programming One Hour or Less) für Die Simpsons
- 2008: Emmy in der Kategorie Outstanding Animated Program (For Programming One Hour or Less) für Die Simpsons
- 2009: Emmy-Nominierung in der Kategorie Outstanding Animated Program (For Programming One Hour or Less) für Die Simpsons

### Annie Awards
- 2004: Annie in der Kategorie Outstanding Music in an Animated Television Production für Die Simpsons
- 2007: Annie in der Kategorie Best Writing in an Animated Television Production für Die Simpsons
- 2007: Annie-Nominierung in der Kategorie Best Writing in an Animated Feature Production für Die Simpsons – Der Film
- 2008: Annie in der Kategorie Best Writing in an Animated Television Production für Die Simpsons
- 2010: Annie-Nominierung in der Kategorie Writing in a Television Production für Die Simpsons
- 2013: Annie-Nominierung in der Kategorie Writing in an Animated Television or Other Broadcast Venue Production für Die Simpsons
- 2014: Annie-Nominierung in der Kategorie Outstanding Achievement in Writing in an Animated TV/Broadcast Production für Die Simpsons